# Dirección Política Principal del Ejército y la Armada Soviética

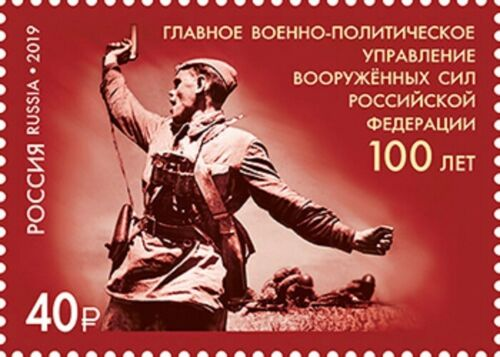
Un sello postal de la Federación de Rusia emitido en 2019 para conmemorar el centenario de la institución estatal.

La Dirección Política Principal del Ejército y la Armada Soviética (ruso: Главное политическое управление Советской армии и Военно-морского флота СССР, romanizado: Glavnoe politicheskoe upravlenie Sovietskoy armii i Voenno-morskogo flota SSSR) fue el órgano político-militar central de administración de las Fuerzas Armadas Soviéticas entre 1919 y 1991 y controlado por el Partido Comunista de la Unión Soviética.
La dirección fue creada en el VII Congreso del Partido Comunista Ruso (Bolcheviques) por orden del Consejo Militar Revolucionario de la República Numero 674 del 18 de abril de 1919 para implementar el control político en el Ejército y la Flota Rojos.

## Historia
El predecesor de la organización fue la Oficina Panrusa de Comisarios Militares (bajo el liderazgo de Konstantín Yurenev), creada en abril de 1918.
La decisión de crear un organismo político-militar central diseñado para gestionar todo el trabajo político-partidista en las Fuerzas Armadas de la URSS fue tomada por el VIII Congreso del PCR(b) en 1919. Finalmente, fue creado el 18 de abril de 1919 para gestionar el trabajo político-partidista en el Ejército Rojo y la Armada por orden de la RVSR No. 674.
El 18 de abril de 1919, se transformó en el Departamento Político del Consejo Militar Revolucionario de la República, y el 15 de mayo de 1919 pasó a denominarse Dirección Política del Consejo Militar Revolucionario de la República (PUR). El sistema de dirección de los órganos del partido quedó consagrado en la Carta del PCR(b) de 1919. Durante la Guerra Civil, el PUR dirigió los órganos políticos del Ejército Rojo.
La Dirección Política era responsable de toda la labor política, educativa y de propaganda del Ejército Rojo y la Armada. El jefe de la PUR era nombrado por el Consejo Militar Revolucionario y le subordinaba administrativamente. En sus acciones, se guiaba tanto por las órdenes de la RVSR como por las instrucciones del Comité Central del PCR. El reglamento aprobó la estructura establecida el 1 de septiembre de 1920. Con la transición a la paz, la PUR pasó a denominarse Dirección Política del Ejército Rojo (PURKKA).